# 端字号柴湾城址
端字号柴湾城址，位于中国甘肃省民勤县西渠镇建立村西四公里许的端字号西，为一个省级文物保护单位，类型为古遗址。
端字号柴湾城址在文保单位所登记的历史年代为汉代。但发现有从新石器时代至宋、西夏的遗物。1993年，被甘肃省人民政府公布为第五批“省级文物保护单位”。
该遗址是1987年春从端字号柴湾的沙丘中为风刮出而发现，经考古发掘，该城有南北二城相连，南半城东西边长为85米，南北73米，北半城东西边长36米，南北32米，城墙夯土版筑，残高为0.5-1.3米，残宽约3米。城中出土有唐开元字样钱币，陶片、瓷片、残铁刀、铁戟、铁甲片、碎砖块以及宋代、西夏瓷片等。此外还发现有新石器时期（沙井文化）的骨铲、石器残件、汉五铢钱等。有学者认为该城是唐白亭军城的遗址。该城始筑于汉，唐、西夏沿用，西夏以后即废弃。